# Zantenia karstenii
Zantenia karstenii là một loài rêu trong họ Anastrophyllaceae. Loài này được Váňa & J.J.Engel mô tả khoa học đầu tiên năm 2013.